# 松枝茂夫
松枝茂夫（まつえだ しげお，1905年9月25日—1995年9月23日），日本人，中国文学学者，東京都立大學榮譽教授。

## 生平
出生于日本佐賀縣西松摩郡大里町，自幼随母姓。1930年，畢業於東京帝國大學中国文學系，与竹內好、武田泰淳、周作人等人有交往。1939年，九州帝國大學全職講師，1941年升为副教授。1950年，完成《紅樓夢》翻譯。 1952年，他成為東京都立大學教授。1969年，他退休時擔任退休教授，成為名譽教授，並成為早稻田大學教授。 1976年退休，1985年完成“紅樓夢”的改译工作。